# Idaea scholaea
Idaea scholaea is een vlinder uit de familie van de spanners (Geometridae). De wetenschappelijke naam van de soort is als Sterrha (Pogonogya) scholaea voor het eerst geldig gepubliceerd in 1926 door Prout.